# 童詩
童詩（Children's poetry），又稱兒詩、兒童詩，屬於兒童文學，為新詩的一種類型，狹義上的定義是由兒童書寫的詩，或由大人特意為兒童書寫的詩，著名的例子有楊喚〈夏夜〉、〈水果們的晚會〉、吳澤明〈湖畔之夢〉、林良〈蘑菇〉等。具體來說，兒童詩多利用擬人與譬喻手法，以作者生活經驗為根柢，加以純真的情感與淺顯易懂的文字，來表現出其豐富的想像力。

## 定義

### 林良
林良認為兒童詩包括適合兒童欣賞的成人詩，成人特意給兒童欣賞的詩，及兒童寫的詩。

### 吳鼎
詩是一種有思想、有情感，用和諧的文字把它表達出來，與兒童生活有密切的關係，兒童喜歡它、吟誦它，因而增進兒童美感，發展兒童想像力，這便是兒童詩歌。

### 林武憲
林武宪認為兒童詩是以分行的、想像的、有韻律的口語，來表現兒童見解感受和生活情趣的一種兒童文學形式。